# Petar Vrankić
Petar Vrankić (* 1947 in Glavatičevo, Bosnien und Herzegowina, Jugoslawien) ist ein deutsch-kroatischer katholischer Theologe und Kirchenhistoriker.

## Leben
Er studierte von 1968 bis 1970 Philosophie und Theologie in Split und von 1970 bis 1980 Philosophie, Theologie, Kirchenrecht und der Kirchengeschichte in Rom (Urbaniana, Lateranuniversität und Gregoriana). Nach der Priesterweihe 1974 erwarb er 1976 das Lic. hist. eccl. an der Pontificia Università Gregoriana, das Lic. theol. 1978 an der Pontificia Università Lateranense und den Dr. hist. eccl. 1980 an der Pontificia Università Gregoriana. Er wurde in Sarajevo 1979 Professor für Kirchengeschichte und Ökumenische Theologie an der Philosophisch-Theologischen Hochschule, die er von 1981 bis 1985 als Prorektor leitete. In Archiven forschte er von 1984 bis 1987 über die Kirchengeschichte Ost- und Südosteuropas in Rom, Paris, Wien, Budapest, Istanbul und Sankt Petersburg. Nach der Habilitation 1995 zum Dr. theol. habil. an der Theologischen Fakultät der Universität Augsburg lehrte er von 1996 bis 2012 als außerplanmäßiger Professor für Kirchengeschichte des Mittelalters und der Neuzeit unter besonderer Berücksichtigung der Geschichte der Ostkirchen seit 1054. Weitere Lehraufträge nahm er an der Katholischen Universität Eichstätt-Ingolstadt und der Otto-Friedrich-Universität Bamberg wahr. Von 1998 bis 2004 dozierte er als Professore associato Kirchengeschichte an der Pontificia Università della Santa Croce.

## Mitgliedschaften
- Korrespondierendes Mitglied der Pontificia Academia Mariana Internationalis
- Deutsche Arbeitsgemeinschaft für Mariologie
- Gesellschaft für Konziliengeschichtsforschung, seit 2015 Vizepräsident
- Görres-Gesellschaft zur Förderung der Wissenschaften
- European Society for Catholic Theology.[2]

## Schriften (Auswahl)
- La Chiesa cattolica Bosnia ed Erzegovina al tempo del Vescovo Fra Raffaele Barsić (1832–1863). Rom 1984, ISBN 88-7652-537-8.
- mit Josip Koprivčević (Hrsg.): Život i rad Dr. Josipa Stadlera, prvoga nadbiskupa vrhbosanskog 1843–1918. Zagreb 1996, ISBN 953-96794-0-0.
- Religion und Politik in Bosnien und der Herzegowina (1878–1918). Paderborn 1998, ISBN 3-506-79511-2.
- mit Anton H. Konrad: Walleshausen. Pfarrkirche Mariä Himmelfahrt, Landkreis Landsberg am Lech. Weißenhorn 2006, OCLC 799201417.